# Showing Up
Showing Up è un film del 2022 scritto, diretto e montato da Kelly Reichardt.
È stato presentato in concorso al 75º Festival di Cannes.

## Trama
Una scultrice in difficoltà cerca di finire in tempo la sua ultima mostra, in mezzo a piccoli problemi familiari e personali.

## Distribuzione
Il film è stato presentato in anteprima il 27 maggio 2022 in concorso al 75º Festival di Cannes. È stato distribuito nelle sale cinematografiche statunitensi da A24 a partire dal 7 aprile 2023.

## Riconoscimenti
- 2022 - Festival di Cannes
  - In concorso per la Palma d'oro